# شهرهای در حرکت
شهرهای در حرکت (انگلیسی: Cities in Motion) یک بازی شبیه‌ساز تجارت می‌باشد که توسط کلوسال اردر ساخته و به دست پارادوکس اینتراکتیو منتشر شده‌است. این بازی در ۲۳ فوریه ۲۰۱۱ برای ویندوز، و در روزهای جلوتر برای لینوکس، مک‌اواس منشر شد.